# Jazz Q
Jazz Q — чешская джаз группа. Была создана в 1964 году Мартином Кратохвилом (фортепьяно, клавишные) и Иржи Стивином (чеш. Jiří Stivín; духовые). Раннее творчество было под влиянием фри-джаза 50-х в Америке. К концу 60-х годов, после знакомства с английским роком Кратохвил решил пойти в направлении электронного джаза. Иржи Стивина не заинтересовал этот стиль и он покинул группу, вскоре после записи дебютного альбома «Coniunctio» (1970), который был записан в сотрудничестве с Blue Effect. Стилистика этого альбома представляла собой смесь рока, фьюжн и фри-джаза.

После выхода первого альбома Кратохвил полностью обновил состав: гитарист Любош Андрст (Lubos Andrst), басист Владимир Пудранек (Vladimir Pudranek) и барабанщик Михаил Врбовец (Michal Vrbovec). В этом составе они записали, может быть, свой самый известный альбом «Pozorovatelna» («Watchtower»).
Мартин Кратохвил и Иржи Стивин много ездили и присутствовали на концертах Chick Corea, Mikea Nocka, Johna McLaughlina. Это оказало большое влияние на раннее творчество Jazz Q. Второй альбом «Pozorovatelna» был написан под влиянием пьес Herbie Hancock и Mike Nock. Последние диски «Hodokvas» и «Hvězdoň» уже на грани серьёзной музыки.
В 2008 году группа выпустила CD-box из 8 ретроспективных дисков, которые содержат все альбомы Jazz Q, концертные записи и не очень известные песни группы.

## Дискография
Студийные альбомы:
- 1970 • Coniunctio, совместно с Blue Effect (Supraphon)
- 1973 • Pozorovatelna (Panton)
- 1974 • Symbiosis (Supraphon)
- 1975 • Album, Ktere Nikdy Nevyslo (Supraphon)
- 1976 • Elegy • Martin Kratochvil & Jazz Q (Supraphon)
- 1978 • Zvesti • Martin Kratochvil & Jazz Q (Supraphon)
- 1979 • Hodokvas • Martin Kratochvil & Jazz Q (Supraphon)
- 1981 • Hvezdon • Martin Kratochvil & Jazz Q (Supraphon)
- 2013 • Znovu • Martin Kratochvil & Jazz Q (Studio Budikov)
- 2016 • Talisman (Studio Budikov)
- 2020 • Znění & Snění (Studio Budikov)
- 2020 • Amulet (Studio Budikov)
- 2023 • Rituál (Studio Budikov)

Сборник:
- 2007 • Martin Kratochvíl & Jazz Q (8CD Box, Supraphon)

Концертные альбомы:
- 1991 • Live 1974—1775 • Jazz Q (Bonton)
- 2013 • Živí se diví: Live in Bratislava 1975 • Jazz Q (GAD)